# V4029 Sagittarii
V4029 Sagittarii eller HD 168607 är en ensam stjärna i den norra delen av stjärnbilden Skytten. Den har en minsta skenbar magnitud av 8,29 och kräver en stark handkikare eller ett mindre teleskop för att kunna observeras. Baserat på parallax enligt Gaia Data Release 2 på 0,644 mas beräknas den befinna sig på ett avstånd på ca 5 100 ljusår (ca 1 600 parsek) från solen. Stjärnan rör sig närmare solen med en heliocentrisk radialhastighet av -30 km/s. Stjärnan bildar ett par med HD 168625, också den en blå hyperjätte och möjligen lysande blå variabel, som kan ses sydöst om M17, Omeganebulosan.

## Observation

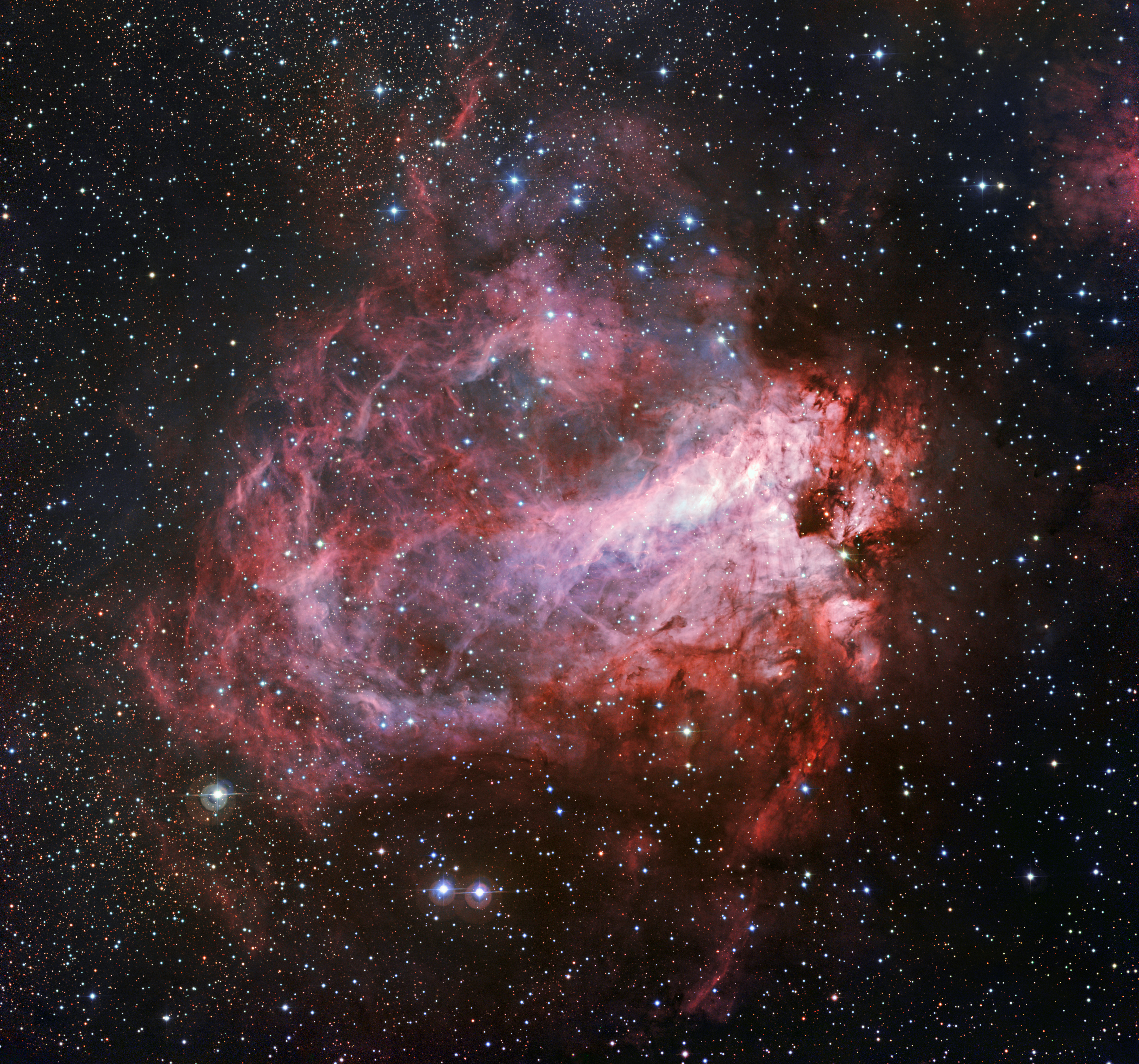
HD 168607 är den högra stjärnan i paret under Omeganebulosan. Den andra är hyperjätten HD 168625.

HD 168607 uppskattades vara ungefär lika långt borta som Omeganebulosan (2,2 kiloparsecs, 7 200 ljusår, från solen) och inga mätningar har hittats som utesluter fysisk förbindelse med HD 168625. Om detta avstånd antas vara korrekt är denna stjärna 240 000 gånger ljusare än solen med en yttemperatur på 9 300 K. Gaia Data Release 2-parallaxen på 0,6438 ± 0,0603 mas anger dock ett närmare avstånd på cirka 1 500 parsec.

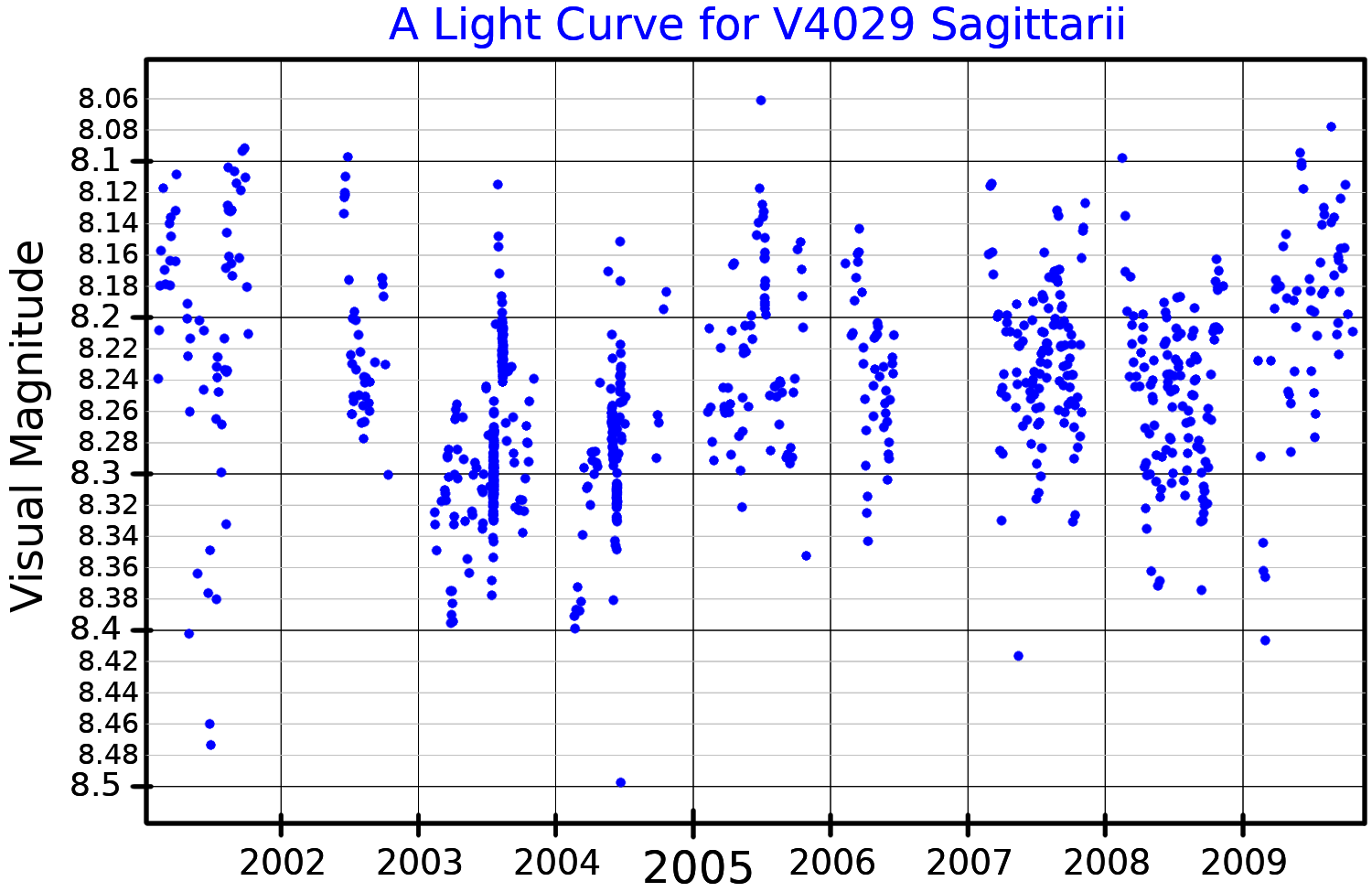
Ljuskurva i synliga bandet för V4029 Sagittarii plottade från ASAS-data.

Den skenbara magnituden för denna stjärna eller stjärnsystem observerades variera med 0,25 till 0,30 magnituder med en period på 64 dygn när den först identifierades som en Alfa Cygni-variabel. Till skillnad från dess granne HD 168625 har ingen nebulosa hittats kring denna stjärna. Den är klassificerad i General Catalogue of Variable Stars som en lysande blå variabel eller S Doradus-variabel med variabelbeteckningen V4029 Sagittarii och en maximal och minsta visuell magnitud på 8,12 respektive 8,29. Även om den misstänks vara i, eller på väg att gå in i, en S Doradus-fas, har inga utbrott observerats. En magnitudvariation mellan 8,05 och 8,41 rapporteras från ett bredare spektrum av observationer.

## Egenskaper
Primärstjärnan V4029 Sagittarii är en vit till blå hyperjättestjärna av av spektralklass av B9 Ia+. HD 168607 tros ha haft en massa mellan 25 och 30 solmassor när den först bildades på huvudsekvensen, men nu mycket mindre. Analys av dess period och fotosfäriska överskott tyder på att den har utvecklats genom ett stadium av röd superjätte och nu har drivit ut dess yttre atmosfär och åter ökat temperaturen. Den har en radie motsvarande ca 187 solradier  och utsänder energi från dess fotosfär av ca 240 000 gånger solen vid en effektiv temperatur av ca 9 300 K.